# Olga Orozco
Olga Orozco (castellà: Olga Nilda Gugliotta Orozco)  (Toay, 17 de març de 1920 - Buenos Aires, 15 d'agost de 1999) fou una poetessa argentina.
La seva infància va transcórrer a Bahía Blanca fins que als 16 anys es traslladà amb els seus pares a Buenos Aires on va iniciar la seva carrera literària. Va estudiar lletres a la Facultat de Filosofia i Lletres de la UBA; molt jove va ésser una de les integrants del grup literari surrealista Tercera Vanguardia.
Va treballar en el periodisme emprant diversos pseudònims i va dirigir algunes publicacions literàries. També va organitzar l'horòscop del diari Clarín el 1968 i 1974.
Va morir el 1999 a Buenos Aires d'una aturada cardíaca als 79 anys.

## Premis
- «Primer Premio Municipal de Poesía»
- «Premio de Honor de la Fundación Argentina» (1971)
- «Gran Premio del Fondo Nacional de las Artes»
- «Premio Esteban Echeverría»
- «Gran Premio de Honor» de la SADE
- «Premio Nacional de Teatro a Pieza Inédita» (1972)
- «Premio Nacional de Poesía» (1988)
- «Láurea de Poesía de la Universidad de Turin»
- «Premio Gabriela Mistral»
- «Premio de Literatura Latinoamericana Juan Rulfo» (1998).

## Obres principals
- Desde lejos (1946)
- Las muertes (1951)
- Los juegos peligrosos (1962)
- La oscuridad es otro sol (1967)
- Museo salvaje (1974)
- Veintinueve poemas (1975)
- Cantos a Berenice (1977)
- Mutaciones de la realidad (1979)
- La noche a la deriva (1984)
- En el revés del cielo (1987)
- Con esta boca en este mundo (1994)
- También la luz és un abismo (1998)
- Relámpagos de lo invisible (1998)